# Haus Hagenbeck

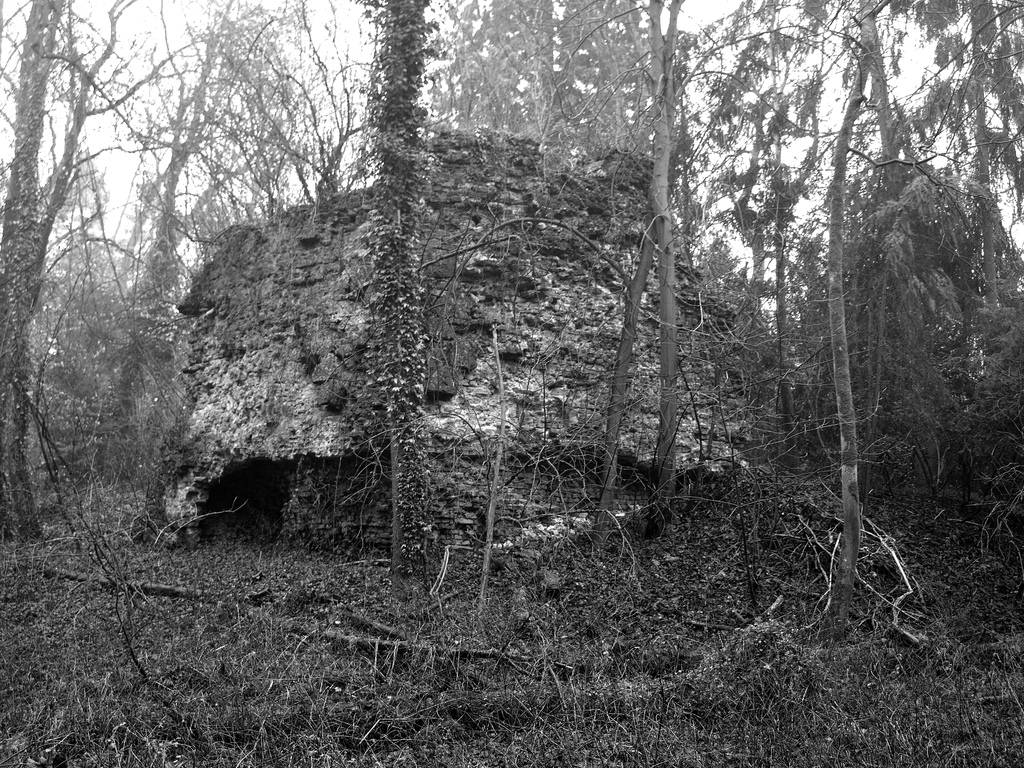
Teile der Ruine vom Rittergut Haus Hagenbeck

Haus Hagenbeck ist die Ruine eines ehemaligen Rittersitzes in Dorsten, im Kreis Recklinghausen, Nordrhein-Westfalen. Sie liegt am Nordufer der Lippe im Südwesten des Ortsteils Holsterhausen.

## Geschichte

### Ortsname und Verwaltungsgeschichte

Das Wappen von Holsterhausen (Dorsten) erinnert mit seinen drei Ringen an die Herren von Hagenbeck

„Hagenbeke“ wird erstmals um 1150, mit dem Besitz von zwei Bauernhöfen, im Urbar des Benediktinerklosters in Werden a. d. Ruhr urkundlich bezeugt. Der Name bezeichnet die Ausgliederung eines Schultenhofes, eines Oberhofes der Grafen von Dahle, aus der Gemeinen Mark an Lippe und Bieberbach (später Mühlenbach). Die nach dem Hof benannte Bauerschaft gehörte im 12. Jahrhundert zum Kirchspiel Hervest. Nach der Erhebung der Kapelle im Dorfe Holsterhausen zur selbständigen Pfarre (1443) verdrängte der Kirchspielsname den Namen Hagenbeck, der seitdem auf den Rittersitz, späteren Gutsbezirk (ab 1734), beschränkt ist. Die preußische Gemeinde Holsterhausen (1815–1943) wurde in die Stadt Dorsten eingemeindet und bildet seit 1975 zusammen mit der nördlich von Hagenbeck/Holsterhausen gelegenen Bauerschaft Emmelkamp den Ortsteil Holsterhausen. Das Wappen des Hauses Hagenbeck (1351), drei Ringe im Verhältnis 2:1, wurde zum Gemeindewappen Holsterhausens.

### Die Ritter von Hagenbeck
Als Mitglied eines Adelsgeschlechts wird erstmals 1217 „Gerhardus de Hagenbeck“ als Zeuge anlässlich einer Güterübertragung an das Kloster Marienborn genannt. Im 14. Jahrhundert wird die urkundliche Überlieferung reichhaltig, insbesondere in Urkunden des Bischofs von Münster treten Knappen und Ritter von Hagenbeck als Zeugen in zahlreichen Verträgen auf. Die Ritter sind neben ihrem örtlichen Besitz mit Lehen der Abteien Werden und Marienborn in der Herrlichkeit Lembeck und mit münsterschen geistlichen Lehen im weiteren Bistum Münster ausgestattet.
Am 23. Juni des Jahres 1315 verkaufen die Brüder Everhard und Tillmann von Hagenbeck, im Einverständnis mit ihren Erben, die Burg Hagenbeck, als „Offenhaus“, für 150 Mark münsterscher Denare an den Bischof von Münster, Ludwig II. Die im Vertrag genannten Nutzungsrechte des Bischofs (fester Platz, Verwaltungssitz und Baurecht) wurden allerdings später nie ausgeübt. Die Hagenbecker Ritter waren Ministerialen der Bischöfe von Münster.

### Die Burg
Burg Hagenbeck lag an einer Lippefurt am südwestlichsten Grenzpunkt des Hochstifts Münster, westlich grenzte an die Grafschaft Kleve und südlich der Lippe das kurkölnische Vest Recklinghausen. Die Grenzlage gewann an Bedeutung, als 1322 Münster und Köln den Vertrag über die Lippe als Grenze ihrer Territorien schlossen und die Grafen von Kleve seit den 1330er Jahren eine aktive und erfolgreiche rechtsrheinische Territorialerweiterung anstrebten.
Der Vertrag von 1315 und spätere Erbteilungsverträge geben Nachricht von Bauten und Befestigungen der Burg, von Inhabern und Besitz. Die Burg mit Vorburg und Gräben liegt in einem ehemaligen Lippemäander in der Inselterrasse. Starke Hochwasser erreichten das Burggelände. In der Nähe lag eine Lippefurt, die infolge der Brücke bei der Stadt Dorsten ihre Bedeutung verlor. Fortifikatorisch war das umfangreiche Burggelände mit Wällen und Gräften gesichert. Die Burg war bis 1410 immer Familienburg, in der zwei Familien von Hagenbeck getrennte Häuser besaßen. Die ursprünglichen Hügelburgen (Motten) in der Inselterrasse wurden nach 1338 durch neue Häuser ersetzt.

### „Johan de olde“ und „Johan de jonge“
Die Linie des „Johan de olde“ († vor 16. März 1364) richtete ihre Politik nach der Tradition zum Hochstift Münster aus, während sein Neffe „Johan de jonge“ († vor 25. Juni 1383) sich nach Westen, den Grafen von Kleve zuwandte. 1338 übertrug Johan de jonge seinen Anteil an der Burg dem Grafen Dietrich von Kleve als Offenhaus, ausgenommen gegen den Bischof von Münster: Der Graf erhielt auch die Holzgrafschaft in der Emmelkämper Mark und die Fischereirechte in den Altwassern der Lippe. Diese Rechte bekam Johan de jonge jedoch als Mannlehen zurück. Johan de jonge von Hagenbeck nannte den Grafen Dietrich von Kleve und später auch seinen Nachfolger Graf Johann (1347–1368) „seinen lieben Herrn“. Damit war Johan de jonge Lehnsmann des Grafen geworden und vom Bischof von Münster abgefallen.
Schon 1340 war Johan de jonge in den Krieg gegen den Herzog Rainald II. von Geldern verwickelt. Der Herzog schickte sein Kriegsvolk gegen die Burg Hagenbeck. Für die angerichteten Schäden wurde Johan de olde als unbeteiligter Mitbesitzer mit 80 Mark entschädigt und verpflichtete sich vertraglich, für die Dauer des Krieges dem Herzog von Geldern die Burg als Offenhaus verfügbar zu machen und seinen Neffen an deren Nutzung gegen den Herzog zu hindern. Zwischen 1354 und 1365 war Johan de Jonge als Amtmann des Klever Amtes [Neu-] Schermbeck tätig.
Auch am geldrischen Erbfolgekrieg mit der Entscheidungsschlacht am 25. Mai 1361 war Johan de Jonge als Mitglied des vom Bischof von Münster Adolf abtrünnigen münsterschen Stiftsadels beteiligt. Der Bruder des Bischofs, Graf Engelbert III. von der Mark, bekämpfte die Treubrüchigen. Schon im Juli 1361 wurden Beschlüsse gegen Johan de jonge gefasst und im folgenden Kriege wurde die Burg Hagenbeck im März 1362 belagert. Johan de jonge verlor seine Anteile an Burg und Herrschaft, die am 31. Mai 1362 an Wessel, den Sohn des Johan de olde, als erbliches Burglehen übertragen wurden. Johan de jonge klagte jedoch vor dem Ministerialengericht in Lembeck seine Besitzrechte ein. 1373 wurde durch einen Vertrag zwischen beiden Hagenbecker Linien der Ausgleich geschlossen.

### Besitzerwerb und die Gründung des Dorfes Holsterhausen
Der örtliche Besitz des Hauses Hagenbeck umfasste die Burg und allodiale Ländereien nördlich der Lippe zwischen dem Hohenkamp und Schermbeck (vom Werth bis zum Loh etwa 2,5 km und 1,5 km in Nord-Süd-Richtung). Zur Burg gehörte ferner die Grundherrschaft in der Bauerschaft Hagenbeck (später Kirchspiel Holsterhausen). Zu dieser gehörte der Kreskenhof als Fischereihof zur Nutzung der Fischereirechte in der Lippe. In der Emmelkämper Mark, in der die Hagenbecker das Markenrichteramt bekleideten, betrieben sie einen Steinbruch, den sie an die Stadt Dorsten verpachteten. Daraus wurden unter anderem die Steine für die Großbauten der Stadt (Ringmauer und Kirche) gewonnen, ebenso für den Neubau des Hauses Hagenbeck.
Dazu kommt weiterer umfangreicher Lehnsbesitz. Johan de jonge erwarb unter anderem weitere Kämpe an der Lippe vom Hause Gahlen und Rechte in der Hünxer Mark und im Kirchspiel Hünxe von Johan van den Berghe. Damit übernahm er den Besitz der Ritter van den Berghe und drang in das Klever Territorium vor. 1350 kaufte er sieben Eigenhörige von Sweder von Ringenberg und weitere 10 Eigenhörige vor dem Gericht in Wesel. Aus der Ansiedlung dieser Arbeitskräfte entstand 1350 das Dorf Holsterhausen. Im Unterschied zu „Holzhausen“ gibt es nur drei „Holsterhausen“ (Siedlung der Holzarbeiter) in Deutschland: Dorsten-, Essen- und Herne-Holsterhausen, alle im Umkreis von Klever Herrschaftsrechten und in Nähe der Flüsse Lippe, Emscher und Ruhr gelegen mit dem Zweck der Holzzufuhr zum Niederrhein.
Den Erwerbungen stehen die Erbteilungen entgegen, die in zwei Linien mit mehreren Erben jeder Generation erhebliche finanzielle Belastungen verursachten. Trotz Verkäufen und Verpfändungen, unter anderem an die Stadt Dorsten, konnte dennoch in der Regel der Besitz wieder vereinigt werden. Jedoch gegen Ende des 14. Jahrhunderts, in dem viele kleine Rittergeschlechter untergingen, gelang dies nicht mehr. Insbesondere die Nachfolger Johans de jonges trennten sich von ihren Hagenbecker Besitzungen.

### Nebenlinien der Hagenbecker
Es gab mehrere Nebenlinien der Hagenbecker, von denen einige die älteren Linien auf der Stammburg überlebten. So wurden 1301 zwei Brüder Inhaber der Burg Sythen, die bis 1450 im Besitz der Hagenbecker blieb. Tilmann war Schultheiß des Lehnshofes Nünning des Damenstifts Essen (bis 1342), und ein Johann von Hagenbek wurde 1375 vom Kölner Erzbischof mit Gütern in Binsheim (Herrschaft Moers) belehnt. Bernd von Hagenbeck war Parteigänger des Erzbischofs im Krieg gegen Bernt von Strünkede und wurde 1410 entschädigt. 1444 war ein Johann von Hagenbeck geistlicher Rektor. Eine Familie Hagenbeck war seit 1415 in Reval ansässig.
Besonders trat Dietrich hervor: 1457 als Schwarzhäupterbruder, 1467 als Ratsherr, 1479 als Bürgermeister. Brüder Dietrichs waren Hans und Thomas (1483). Zwei Schwestern waren in Duisburg verheiratet. Noch 1491 war Claus in Reval bezeugt.

### Die Nachfolge auf Haus Hagenbeck

#### Das Haus von Heyden
Auf Haus Hagenbeck erlosch die männliche Erbfolge mit dem Tode Wessels von Hagenbeck (Sohn des Johan de olde, † vor 1403). Mit der Erbtochter Woltera (Woltharda) ging die Burg an das Haus von Heiden über. Wennemar d. Ältere († 1448), seit 1404 mit Woltera verheiratet, 1410 vom Bischof belehnt, konnte die verlorenen Besitzungen aus ehedem beiden Linien wieder gewinnen. Er stiftete die Holsterhausener Pfarre, welcher Bischof Heinrich II. am 21. August 1443 die Rechte verlieh. Haus Hagenbeck hatte das Patronat. Wennemar errichtete die Hagenbecker Mühle, für die in Holsterhausen Mühlenzwang bestand. Zeitweise gab es eine Lippefähre an Stelle der älteren Furt. 1488 war das Haus Heyden an der Gründung des Franziskanerklosters in der Stadt Dorsten beteiligt. Der Einfall der Spanier während des Krieges gegen die Niederlande 1587 richtete erhebliche Schäden an der Burg und im Dorf an. 1620 war die Burg stark in Verfall. Die Mittel für die Reparaturen konnte Lubbert, der Letzte von Heyden auf Hagenbeck, nicht aufbringen. Seine Erbtochter Cordula Margareta Magdalena war mit dem Freiherrn Lothar von Metternich, kurfürstlicher Rat und Amtmann zu Montabaur, verheiratet.

#### Das Haus von Velen
Nach Erbstreitigkeiten zwischen den verwandten Häusern von Heyden, von Metternich und von Vehlen wurde Frau von Metternich mit 38.000 Reichstalern abgefunden und der Besitz ging nach ihrem Tode 1642 an Alexander II. von Velen. Dieser war als Generalfeldzeugmeister an der Belagerung der hessisch besetzten Festung Dorsten durch die kaiserlichen Truppen im Sommer 1641 beteiligt und hatte sein Quartier im Tiergarten von Hagenbeck. Der als „Westfälischer Wallenstein“ bekannte General wurde 1641 in den erblichen Grafenstand erhoben.
Alexander von Velen begann 1645 mit der Wiederherstellung und Modernisierung der Burg. Diese dritte Anlage folgte dem üblichen Typ der dreiflügeligen Hauptburg mit Vorburg. Wälle und Gräften bildeten ein leicht trapezförmiges Rechteck mit den Außenmaßen von etwa 160 m in Nord-Süd-Richtung und etwa 100 m in West-Ost-Richtung. Die Innenfläche betrug 82 × 40 m. Noch vor Alexanders Tod († 1675) verkaufte sein Sohn seit 1661 heimlich Teile des zu erwartenden Erbes an das Haus Westerholt zu Lembeck. Der Erbe lebte seit 1664 als Offizier am kaiserlichen Hof zu Wien. Beim Tode des Vaters (1675) war das gesamte Erbe vertan. Unter Berufung auf das vorbehaltene Rückkaufrecht konnte der Enkel Alexander Otto Graf von Velen kurzfristig Haus Hagenbeck zurückerwerben. 1734 ging Hagenbeck endgültig in den Besitz des Freiherrn Ferdinand von Merveldt über, der durch seine Heirat mit Clara Francisca Antonetta von Westerholt zu Lembeck, der Erbtochter der erloschenen Linie von Westerholt-Lembeck, seit 1708 Besitzer von Schloss Lembeck war.

### 19. und 20. Jahrhundert
Das schon stark beschädigte Herrenhaus – ob durch eine Explosion und Brand oder Hochwassereinwirkungen der Lippe ist umstritten – wurde nicht wieder hergestellt, da es funktionslos geworden war. Der Besitz wurde als Vorwerk, ein landwirtschaftliches Gut, betrieben, und dafür wurde die Vorburg instand gesetzt. Daher wurde nur der Bau eines Tores und einer Kapelle überliefert, von dem ehemaligen Anwesen sind nur Ruinenreste verblieben. Hagenbeck war ein „landtagsfähiges Gut“, der Gutsbesitzer gehörte also in der preußischen Zeit, von 1823 bis 1875, dem Provinziallandtag an.
1909 wurde Hagenbeck verkauft. Große Teile der Ländereien wurden für die frühe Industrialisierung benutzt, insbesondere für die Zeche Baldur. Das Restgut erwarb der Dorstener Amtsrichter Thomas.
Seit dem späten 20. Jahrhundert wurden weitere Flächen für die Besiedlung und den Bau der östlich vorbeiführenden Autobahn A31 genutzt.

## Notizen zur Familie Hagenbeck
Die Träger des Familiennamens Hagenbeck führen sich auf die ritterliche Familie zurück. Mit der Ergreifung bürgerlicher Berufe wurde der Adelsstand aufgegeben. Berühmtester Zweig durch Tierpark Hagenbeck und Zirkus sei die Familie Hagenbeck in Hamburg. Der „Hagenbeck-Verbond“ in den Niederlanden pflegt die Familientradition.